# Tanybelus aeneiceps
Tanybelus aeneiceps är en spindelart som beskrevs av Simon 1902. Tanybelus aeneiceps ingår i släktet Tanybelus och familjen hoppspindlar. Inga underarter finns listade i Catalogue of Life.